# Силандро
Сила̀ндро (на италиански: Silandro; на немски: Schlanders, Шландерс, на ладински: Solaneres, Соланерес) е градче и община в Северна Италия, автономна провинция Южен Тирол, автономен регион Трентино-Южен Тирол. Разположено е на 720 m надморска височина. Населението на общината е 5995 души (към 2014 г.).

## Език
Официални общински езици са и италианският и немският. Най-голямата част от населението говори немски. В общината се говори и други романски език, ладинският.
| %     | Роден език      |
| 5,19  | Италиански език |
| 94,66 | Немски език     |
| 0,14  | Ладински език   |